# Reprezentacja Bułgarii w hokeju na lodzie mężczyzn

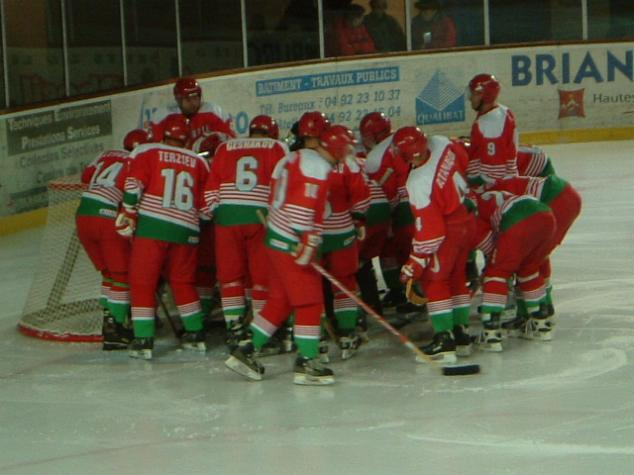
Reprezentacja Bułgarii w 2004 podczas kwalifikacji olimpijskich w Briançon (Francja)

Reprezentacja Bułgarii w hokeju na lodzie mężczyzn — kadra Bułgarii w hokeju na lodzie mężczyzn.

## Historia
Od 1960 roku jest członkiem IIHF. 
Trenerem Bułgarii w 1980 był Ēvalds Grabovskis.